# Pidonia himehana
Pidonia himehana är en skalbaggsart som beskrevs av S. Saito 1992. Pidonia himehana ingår i släktet Pidonia och familjen långhorningar. Inga underarter finns listade i Catalogue of Life.